# Arhythmorhynchus xeni
Arhythmorhynchus xeni är en hakmaskart som beskrevs av Atrashkevich 1978. Arhythmorhynchus xeni ingår i släktet Arhythmorhynchus och familjen Polymorphidae. Inga underarter finns listade i Catalogue of Life.